# 이명식
이명식(1720년 ~ 1800년)은 조선 후기의 문신이다. 본관은 연안.

## 생애
영조 때 문과에 급제하여 보안찰방이 되고 서장관으로 중국에 다녀온 뒤 문학을 거쳐 어사로 나갔다가 부교리, 집의, 교리, 선교관, 응교 등을 거쳐 승지, 대사간을 거쳐 다시 좌부승지, 대사성, 이조참의, 대사간을 하고 경상도관찰사로 승진, 대사간, 승지, 이조참의를 거쳐 바로 정조 때 좌승지가 된다. 이후 사헌부대사헌으로 임명되어 대사헌 시절 엄정한 관리로 칭송을 받았고 홍충도관찰사와 충청도관찰사를 거쳐 경기도관찰사가 되고 성균관대사성, 사간원대사간, 사헌부대사헌을 하다가 바로 대사헌, 호조참판을 거쳐 공조판서가 되고 홍문관제학을 거쳐 형조판서와 사헌부대사헌을 한 뒤에 대사헌으로 지경연사를 겸하다가 판의금부사가 되고 예조판서, 이조판서를 거쳐 다시 판의금부사가 되었다가 연이어 이조판서, 병조판서, 판의금부사를 거쳐 곧 좌참찬이 된다. 의정부좌참찬 시절 정조의 신임을 받아 판의금부사를 하다가 병조판서, 예문관제학을 거쳐 병조판서, 판의금부사를 거쳐 함경도관찰사가 되고 이후 형조판서와 판의금부사를 다시 한 뒤 공조판서와 이조판서를 거쳐 판의금부사로 다시 임명되고 이후 이조판서와 판의금부사를 번갈아 하다가 형조판서에 승진, 홍문관제학으로 지경연사를 겸하다가 형조판서가 된다. 이후 판의금부사, 좌참찬, 이조판서, 병조판서를 하는데 의정부좌참찬을 여러차례 하기도 했다. 이후 판의금부사, 병조판서 등을 거쳐 형조판서와 병조판서를 번갈아 한 뒤 바로 의정부우참찬, 예문관제학, 판의금부사를 두루 거쳐 좌참찬, 판의금부사, 예문관제학, 예조판서를 거쳐 평안도관찰사로 외직에 나갔다가 바로 홍문관제학으로 조정에 돌아와서 이조판서, 판의금부사, 예조판서 등을 거쳐 예문관제학으로 있다가 지중추부사로 퇴직했지만 다시 판의금부사로 조정에 복귀, 서사관을 겸하다가 예문관제학에 임명되고 곧 호조판서와 판의금부사를 하다가 지중추부사에 임명되었는데, 곧 수원유수로 임명되어 정조의 수원화성 건축을 관리하게 된다. 이후 판중추부사로 승진한 뒤, 병조판서로 복귀했고 판중추부사로 임명되었다가 봉조하에 제수된 뒤 1800년에 사망하였다. 사후 관직이 추탈되었지만, 나중에 복권된다.